# سيندي أكسن
سيندي أكسن (بالإنجليزية: Cindy Axne)‏ واسمها الحقيقي هو سينثيا لين وادل (بالإنجليزية: Cynthia Lynne Waddle)‏ هي سياسية وسيدة أعمال أمريكية من الحزب الديمقراطي ولدت في يوم 20 أبريل 1965 في مدينة غراند رابيدز في ولاية ميشيغان. حصلت على شهادة البكلوريوس في الإعلام من جامعة آيوا وحصلت على شهادة الأستاذية في إدارة الأعمال من جامعة نورث وسترن في إلينوي. بعد اكمال دراستها عملت في شركة تريبون ميديا في شيكاغو. في سنة 2014 دخلت بمجال السياسة. في سنة 2018 فازت بمقعد في مجلس النواب الأمريكي بعد أن تفوقت على الجمهوري ديفيد يونغ. تعتبر أطول نائبة في مجلس النواب حيث يبلغ طولها 183 سم.